# Trevor Moran
Trevor Michael Moran (Poway, 30 de setembre de 1998) és un cantautor i youtuber estatunidenc. L'agost de 2016 el seu canal de YouTube tenia més d'un milió de subscriptors.
Trevor Michael Moran va néixer a Poway (Califòrnia) el 1998, fill de Nicole i Tim Moran. Té un germà anomenat Blake. Trevor es va crear un compte de YouTube el 2008 amb nou anys. Va començar a pujar vídeos de si mateix ballant cançons populars a l'Apple Store. L'agost de 2012 es va unir a un canal col·laboratiu de YouTube conegut com a O2L (Our2ndLife) amb els membres Connor Franta, Justin 'Jc' Caylen, Kian Lawley, Ricky Dillon i Sam Pottorff, que va arribar a tres milions de subscriptors després de la dissolució el desembre de 2014.
El 2012 Moran es va presentar al concurs televisiu The X Factor cantant "Sexy and I Know It" de LMFAO amb tretze anys. Va rebre quatre vots dels jutges, però més tard va ser eliminat durant l'etapa "Boot Camp". Posteriorment, va ser triat per actuar en directe a San Francisco. A principis de setembre, Moran va llançar el seu primer senzill titulat "Someone". Als inicis del desembre de 2013 Moran va publicar un altre senzill, titulat "The Dark Side" amb molt èxit i va entrar a la llista Dance/Electronic Digital Songs de Billboard en la posició 25a. El juny de 2014 Moran va llançar un senzill titulat "Echo" i més tard, tres cançons més titulades "XIAT", "Now or Never" i "Slay" del EP titulat XIAT. El 9 de desembre Moran va llançar el seu primer EP XIAT i va arribar a ser el número 1 de la llista US Heat. El juny de 2015 Moran va publicar el seu nou senzill "I Wanna Fly".
El 23 de novembre de 2015 Moran va publicar el videoclip de "Let's Roll", que compta amb la seva amiga i youtuber, Lia Marie Johnson. El 28 de desembre de 2015 Ricky Dillon va publicar "Steal the Show" en el seu disc Gold, on canta Morgan amb l'exmembre d'Our2ndLife. El 22 de gener de 2016 Moran va llançar el seu segon extended play Alive amb tres senzills titulats "Got Me Feelin' Like", "Cold Soul" i "Alive", juntament amb "I Wanna Fly" i "Let's Roll". El febrer de 2016 Moran va engegar la gira Alive + GOLD també amb l'exmembre d'O2L Ricky Dillon. El març de 2016 Moran va publicar el videoclip de "Got Me Feelin' Like".
El 9 d'octubre del 2015 Moran es va pronunciar públicament sobre la seva homosexualitat en un vídeo de YouTube.

## Premis i nominacions
| Any  | Premi                          | Categoria                | Obra       | Resultat                           | Notes |
| ---- | ------------------------------ | ------------------------ | ---------- | ---------------------------------- | ----- |
| 2014 | Teen Choice Awards             | Choice Web Star: Comèdia | Ell mateix | N/A                                |       |
| 2015 | Macy's iHeartRadio Rising Star | N/A                      | Ell mateix | Segon després de Christina Grimmie |       |

## Discografia

### Extended plays
| Title | Album details                                                                          | Posició | Posició  |
| Title | Album details                                                                          | US Heat | US Indie |
| ----- | -------------------------------------------------------------------------------------- | ------- | -------- |
| XIAT  | - Publicat: December 9, 2014 - Discogràfica: Gotham Alpha - Format: Descàrrega digital | 1       | 17       |
| Alive | - Publicat: January 22, 2016 - Discogràfica: Gotham Alpha - Format: Descàrrega digital | 1       | 10       |

### Senzills
| Any  | Senzill                    | Àlbum                |
| ---- | -------------------------- | -------------------- |
| 2011 | "Bust the Floor"           |                      |
| 2013 | "Someone"                  |                      |
| 2013 | "The Dark Side"            |                      |
| 2014 | "Echo"                     | XIAT                 |
| 2014 | "XIAT"                     | XIAT                 |
| 2015 | "I Wanna Fly"              | Alive                |
| 2015 | "Let's Roll"               | Alive                |
| 2015 | "Steal the Show"           | GOLD de Ricky Dillon |
| 2016 | "Got Me Feelin' Like"      | Alive                |
| 2016 | "Get Me Through The Night" | TBA                  |

## Filmografia

### Pel·lícules
| Any  | Pel·lícula  | Paper      | Notes      |
| ---- | ----------- | ---------- | ---------- |
| 2015 | #O2LFOREVER | Ell mateix | Documental |